# 阿蘇惟前
阿蘇 惟前（あそ これさき）は、戦国時代の武将。肥後国の戦国大名。阿蘇神社大宮司。

## 略歴
菊池武経（阿蘇惟長）の子として誕生。
永正10年（1513年）、阿蘇惟豊との争いに勝利した父・惟長の後見を得て阿蘇神社大宮司となるが、永正14年（1517年）に惟豊の反撃を受けて八代に逃れる。大永3年（1523年）に益城の堅志田城を落とし、甲佐・砥用・中山を支配下に治める。
天文12年（1543年）、堅志田城を惟豊に落とされ再び八代に逃れた。永禄3年（1560年）に阿蘇領小国に侵攻するが撃退された。